# Nam Tuyền Phổ Nguyện
Nam Tuyền Phổ Nguyện (zh. nánquán pǔyuàn 南泉普願, ja. nansen fugan), 738-835, là Thiền sư Trung Quốc, một trong những môn đệ lừng danh của Mã Tổ Đạo Nhất và là thầy của một học trò không kém uy dũng là Triệu Châu Tòng Thẩm. Ngoài Triệu Châu ra, sư còn 17 đệ tử nối pháp nhưng không ai vượt qua pháp lực (法力) của hai vị Triệu Châu và Trường Sa Cảnh Sầm. Sư được nhắc đến nhiều trong các tập công án như Bích nham lục (Công án 28, 31, 40, 63, 64) và Vô môn quan (14, 19, 27, 34).

## Cơ duyên
Sư họ Vương, quê ở Tân Trịnh, Trịnh Châu, xuất gia từ nhỏ. Trước khi đến tham vấn Mã Tổ, mong đạt được yếu chỉ "giáo ngoại biệt truyền", sư đã học kĩ giáo lý của Pháp tướng, Tam luận và Hoa Nghiêm tông. Đến Mã Tổ, sư bỗng dưng đại ngộ, "được cá quên nơm".
Một hôm, sư bưng cháo cho chúng, Mã Tổ hỏi: "Trong thùng này, thông là cái gì?" Sư đáp: "Ông già nên ngậm miệng, nói năng làm gì?" Mã Tổ nghe vậy bèn thôi.

## Pháp ngữ
Rời Mã Tổ, sư đến núi Nam Tuyền cất am ở ẩn, hơn 30 năm không xuống núi. Sau đó, một vị quan lên thỉnh sư xuống dạy pháp và từ đây, học giả bốn phương đua nhau đến. Những lời dạy hùng dũng, có lúc lại "ngược", mâu thuẫn với lời của những vị Thiền sư khác của sư được nhiều người trong giới thiền hâm mộ và lấy đó làm thoại đầu.
Sư thượng đường:
"Các ông, Lão tăng lúc mười tuổi đã biết kế sống, có ai biết kế sống ra trình, sẽ cùng người ấy thương lượng, người ấy mới đáng ở núi."
Sư lặng thinh giây lâu nói: "Vô sự! Trân trọng! Mỗi người đều tu hành."
Đại chúng vẫn ngồi yên, sư bảo: 
"Huynh đệ người thời nay gánh Phật để trên vai mà đi, nghe Lão tăng nói ‘Tâm chẳng phải Phật, trí chẳng phải đạo’ bèn hội họp suy nghĩ. Lão tăng không có chỗ để các ngươi suy nghĩ. Nếu các ngươi trói hư không lấy gậy đập được, Lão tăng sẽ cho suy nghĩ."
Có vị tăng hỏi Sư: "Trong hư không có một hạt châu là sao lấy được?"
Sư bảo: "Chặt tre làm thang bắc trong hư không lấy."
Tăng hỏi: "Trong hư không làm sao bắc thang?"
Sư hỏi lại: "Ngươi nghĩ thế nào lấy?"
Sư sắp tịch, một vị tăng hỏi: 
"Sau khi Hoà thượng trăm tuổi đi về chỗ nào?"
Sư bảo: "Làm con trâu dưới núi."
Tăng hỏi: "Con theo Hoà thượng được chăng?"
Sư đáp: "Nếu ngươi muốn theo ta phải ngậm theo một bó cỏ."
Niên hiệu Thái Hoà thứ tám, ngày rằm tháng hai, sư có chút bệnh bảo chúng: "Sao che đèn huyễn lâu vậy, chớ bảo ta có đi lại!" Nói xong, sư viên tịch, thọ 87 tuổi. Những lời dạy của sư được ghi lại trong Trịnh Châu Nam Tuyền Phổ Nguyện Thiền sư quảng lục.